# 강경원 (축구 선수)
강경원(康驚元, 1992년 4월 20일~)은 대한민국의 전 축구 선수이며, 포지션은 미드필더였다.